# 弓頭鯨
弓頭鯨（學名：Balaena mysticetus）又称北極鯨、北极露脊鲸、格陵蘭露脊鯨、格陵兰鲸或巨极地鲸，是一种生活在北极和亚北极海域的露脊鯨，也是露脊鲸属的唯一現生種（其他几种现生露脊鲸则另归於真露脊鯨屬）。得名自独特而硕大的弓状头颅，並能用头撞破冰层出水呼吸。表皮呈蓝黑色或暗灰色，躯幹肥壮，体型巨大，成体全长14–18米，重50–100吨，且雌性大於雄性。上颌狭窄，下颌末端具白色斑块。身上无皮茧和肉瘤，喷气孔部位明显下陷。背部浑圆，无背鳍和隆起物。尾幹末端最细处有浅灰色斑块。
弓头鲸拥有鬚鯨家族中最长的鯨鬚，以及整个动物界中最大的嘴和最厚的脂肪——其黑色鯨鬚最长可达4米，带有绿色光泽，用以滤食桡足类和磷蝦等浮游甲壳动物；唇线呈弯弓状延伸，约占身体总长的1/3；脂肪层厚达43–50厘米，能在极寒的水中保持体温。此外弓头鲸也是已知最长寿的哺乳动物，寿命可超过200年。
弓头鲸曾是捕鲸业的主要猎杀对象，一度濒临灭绝，1930年代以来受到国际公约的保护，数量在不断回升，现被世界自然保护联盟（IUCN）评估为无危物种。

## 分類简史
本種在1758年首次見於林奈的《自然系统》第十版。其屬名“Balaena”一直以來都只有一種。而在1849年由丹麦生理學家、動物學家丹尼爾·腓特烈·埃施里赫特（Daniel Frederik Eschricht）提出的“Leiobalaena”是其異名。
弓頭鯨在分類上一直與真露脊鯨分開，自1821年约翰·爱德华·格雷的研究把後者辨別出來以後一直如此，但這種分類並沒有基因支持。的確，科學家認為兩者的區別比弓頭鯨與鬚鯨科小。
在化石紀錄方面，在中新世（距今約1000萬年）至更新世（距今約150萬年）中五種同屬的化石中，Balena prisca 可能與現代的弓頭鯨一樣。這與更早的化石紀錄，埋藏於距今2300萬年前南美洲地層中的、與之最接近的 Morenocetus 中間有一段空隙。

## 形态特征
體形粗壯，體色呈深色，無背鰭，上顎窄，下顎呈弓狀。有長達3米的鯨鬚（為同類動物中最長者）以濾食水中的小動物為生。顱骨大而厚實，有助於從水下撞擊冰面呼吸。據因紐特人的報告，其撞穿的冰層可達60厘米厚。鯨脂厚達43–50厘米，比任何其他動物都厚。

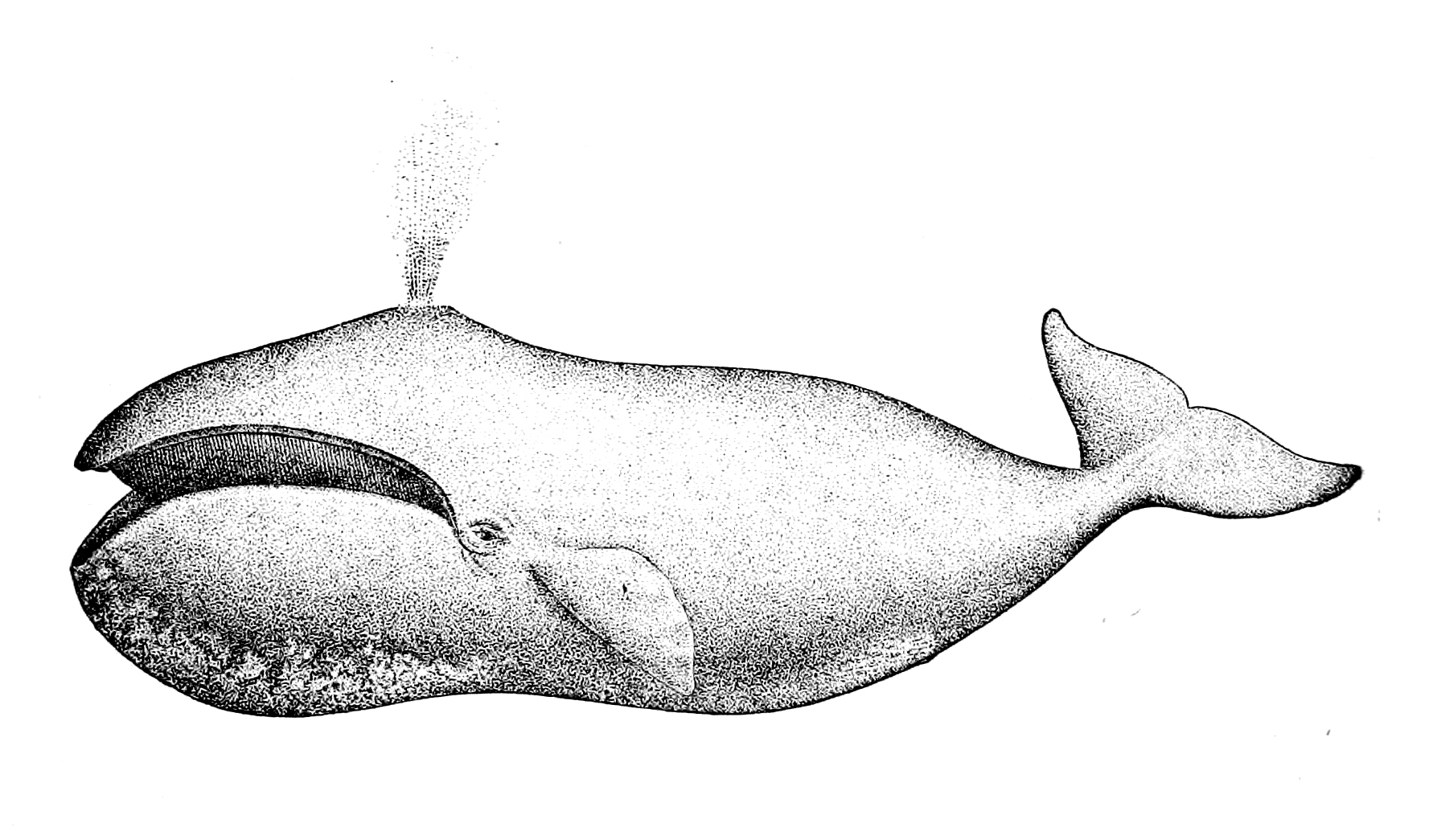
1884年美国生物学家特鲁（英语：Frederick W. True）的著作中描绘弓头鲸的插图
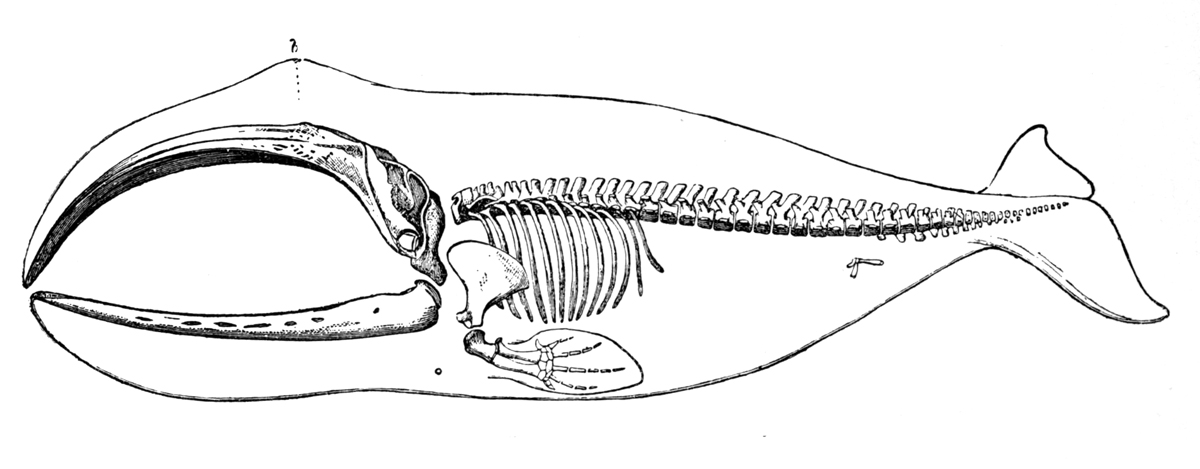
弓头鲸骨架繪畫，出自1894年英格兰博物學家莱德克的著作《皇家自然史》（英文：Royal Natural History）第三卷
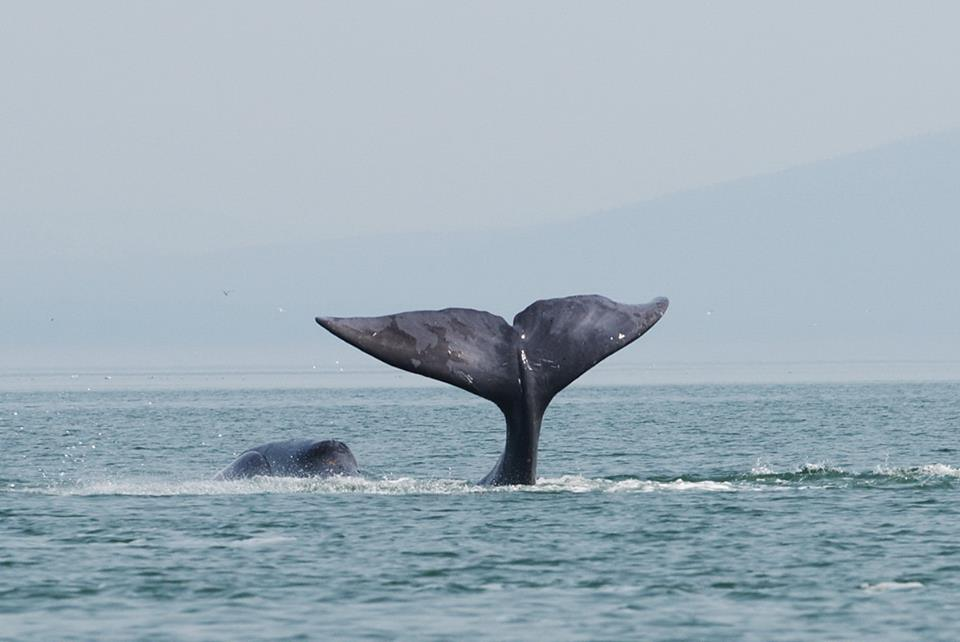
弓頭鯨伸出海面的尾葉，2014年攝於鄂霍次克海西部沿岸水域

## 生活习性
在所有鬚鯨中只有弓頭鯨一生都在北極及附近水域度過。阿拉斯加的族群冬天會到白令海西南方，然後在春天北上，沿着浮冰的間隙進入楚科奇海和波弗特海，捕食磷蝦等浮游動物。弓頭鯨游速緩慢，通常獨來獨往，或者結成最多六頭的小群體。它們可以在水中逗留40分鐘，但並非潛水能手。

## 生长繁殖
弓頭鯨擁有一副洪厚的嗓子，在遷移、進食、和社交時用以互相溝通。其中一些長而重複的鲸歌可能是交配的訊號。其他動作包括躍出水面、在水面拍打尾巴和在水中直立。
弓頭鯨到10–15歲時達到性成熟。其交配期約在每年的3–8月，受孕期主要在3月。交配時組合可以是一雄一雌或數組雄性群體與一至兩頭雌鯨。每3–4年雌鯨會誕下一頭幼鯨，幼鯨出生時長約4.5米，重1吨，1歲時可成長至9米。從前的估計壽命約60–70年，與其他鯨類相若，但1993年、1995年和1999年在鯨體內發現舊的海象牙矛尖，觸發了對鯨眼結構的研究，因此可以得出可靠的結論：至少部分個體是可以活到150–200歲的。另一項研究則顯示雌鯨到了90歲仍然有生殖能力。由於其壽命之長，雌性也可能有更年期的現象，這一點從極大個體並無幼崽在側的情形中得到了證實。

## 种群现状
自古以來弓頭鯨因為其脂肪、肉、油、骨和鯨鬚而被人類捕獵。在古老的魚叉上可能沾有鯨脂，從而判斷其年齡和被捕方式。它們與其近親露脊鯨都有泳速緩慢和死後在水中漂浮的特性，因而成為了捕獵的上選。在商業化捕鯨時代來臨以前，北方的水域估計有超過5萬頭弓頭鯨。自1611年在斯瓦爾巴德群島和格陵兰周圍水域開始商業捕鯨，把當地增長緩慢的弓頭鯨捕殺殆盡以後，人們便到新的海域繼續捕鯨。在北太平洋的捕鯨活動始於19世纪中期，在20年内便猎杀了超過60%的鯨，弓头鲸近乎灭绝。
目前北美洲的商業捕鯨活動已經中斷，尽管当地土著居民每年仍会捕杀一些弓头鲸作为基本食物，但這並不影響其种群恢复。
弓頭鯨在《瀕危野生動植物種國際貿易公約》（CITES）中被列入附录Ⅰ，即「受到滅絕威脅的物種」。

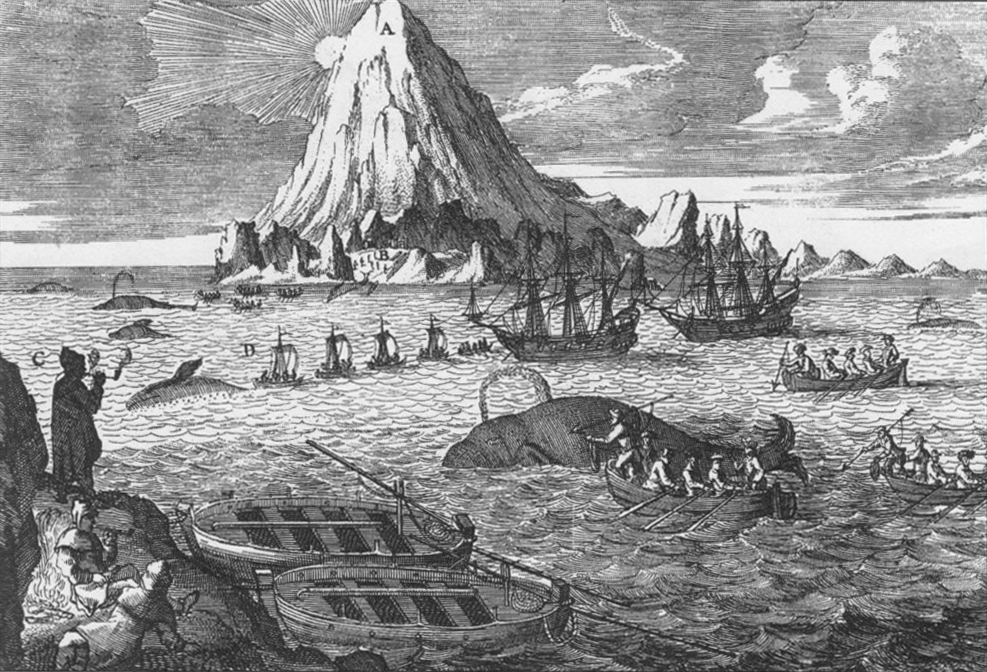
18世纪的版画，描绘了荷兰捕鲸者在北極獵殺弓頭鯨的景象（背景為揚馬延島上的貝倫火山——世界上最靠北的活火山）
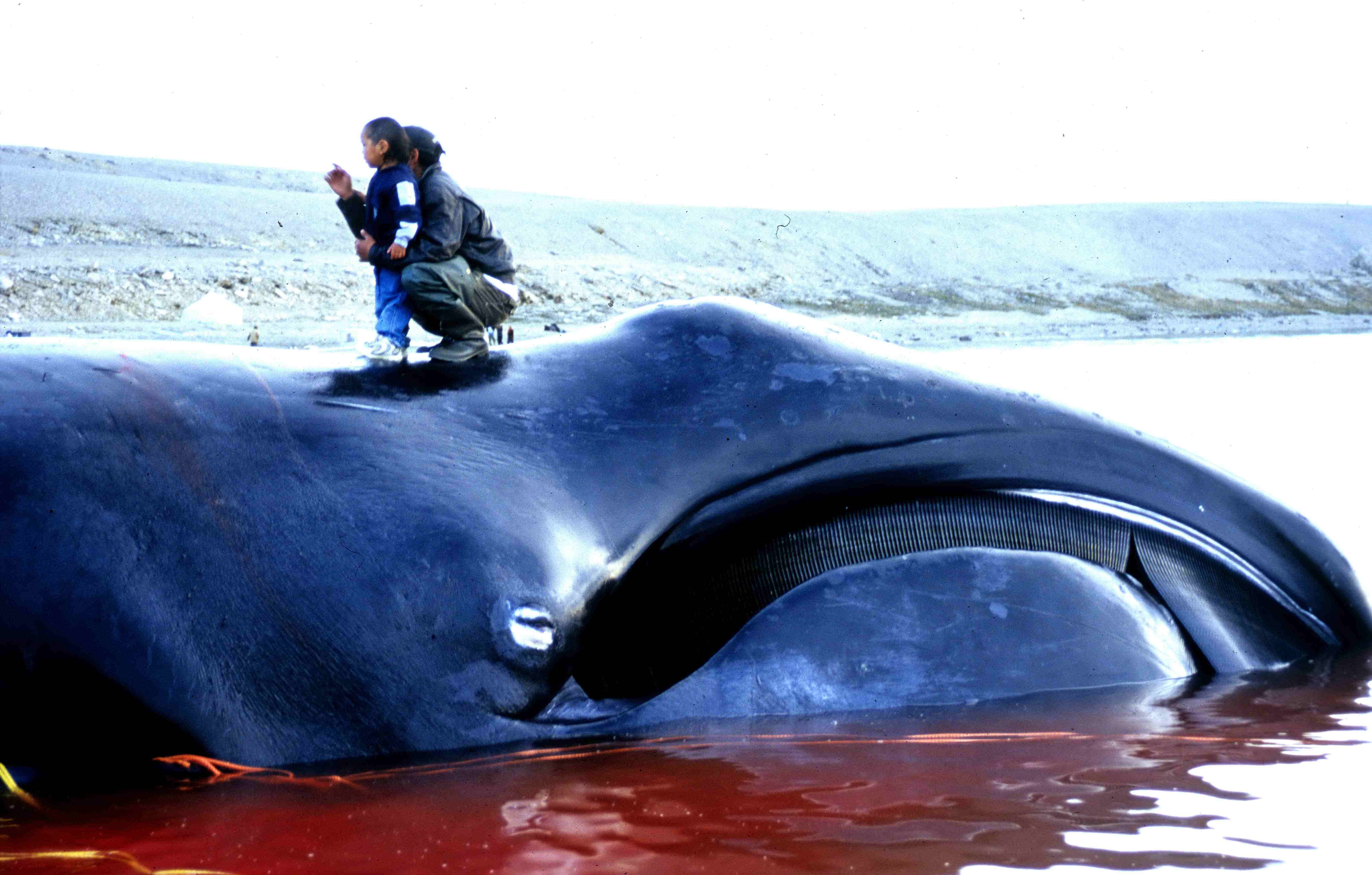
2002年加拿大努纳武特伊格卢利克（英语：Igloolik），在因纽特人的捕鲸活动中被猎杀的弓头鲸
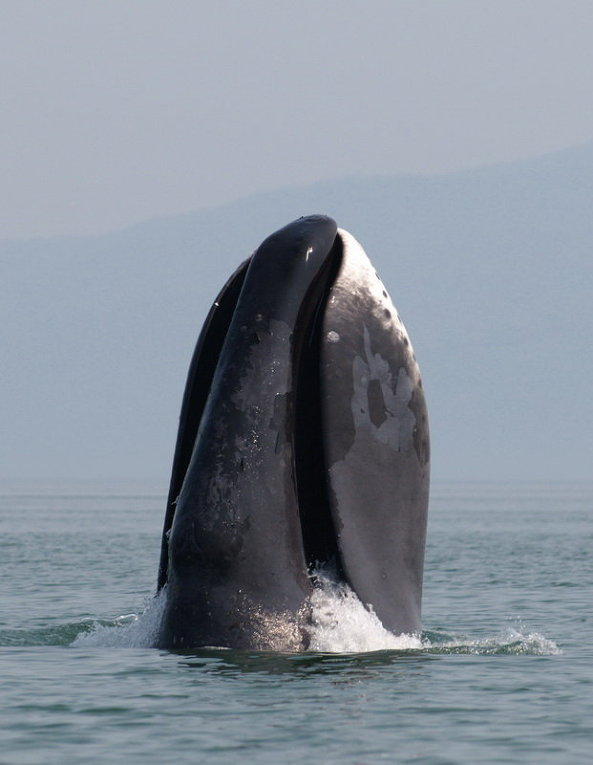
2014年鄂霍次克海西部沿岸水域，一頭正在浮窺的弓头鲸

## 外部連結
- 在线音频：弓头鲸的声音
- ARKive 上的弓头鲸专页（2006年）
- 美国国家海洋渔业局受保护资源办公室网站上对弓头鲸的介绍（2013年11月）
- The TerraMar Project 网站上对弓头鲸的介绍（2016年）
- 国际捕鲸委员会网站上对弓头鲸等大型鲸类的简介（2016年）
- 2006年7月《国家地理新闻》的一则报道：眼部组织显示，稀有的鲸鱼可以活到近200岁
- 2007年6月的相关博文：鱼叉或可证明鲸鱼至少有115岁
- 1974年加拿大纪录片：《寻找弓头鲸》（讲述了一支探险队寻找弓头鲸和白鲸并与之相遇的经历）